# Comité olympique de Palestine
Le Comité olympique de Palestine (en arabe : اللجنة الأولمبية الفلسطينية) (POC) est le comité représentant la Palestine auprès du Comité international olympique (CIO) ainsi que le fédérateur des fédérations sportives palestiniennes. Il est présidé depuis 2016 par le controversé homme militaire et politique Jibril Rajoub qui dirige aussi la Fédération palestinienne de football, et Conseil suprême pour la jeunesse et les sports.
Créé en 1934, le Comité olympique de Palestine a interrompu son activité à cause des différents événements politiques qui ont agité la scène palestinienne.
Créé à nouveau en 1986, il est officiellement reconnu par le CIO en 1995 qui lui permet de défiler sous la bannière du CIO en 1996 aux jeux olympiques d'Atlanta. Ce n'est qu'en 2012 que le Comité olympique de Palestine peut défiler sous sa propre bannière aux jeux olympiques de Londres.
La Charte olympique palestinienne est établie au Château de Vidy à Lausanne en Suisse, en 2016.
Le Comité olympique palestinien est un membre fondateur de l'Union arabe pour les Jeux olympiques et le Comité a participé à tous les sessions et les événements arabes sportifs.